# Michael Verhoeven

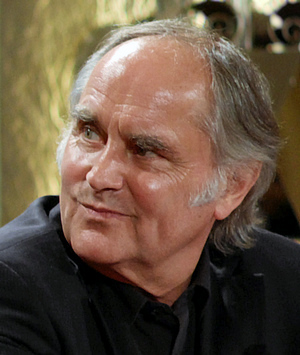
Michael Verhoeven in 2009

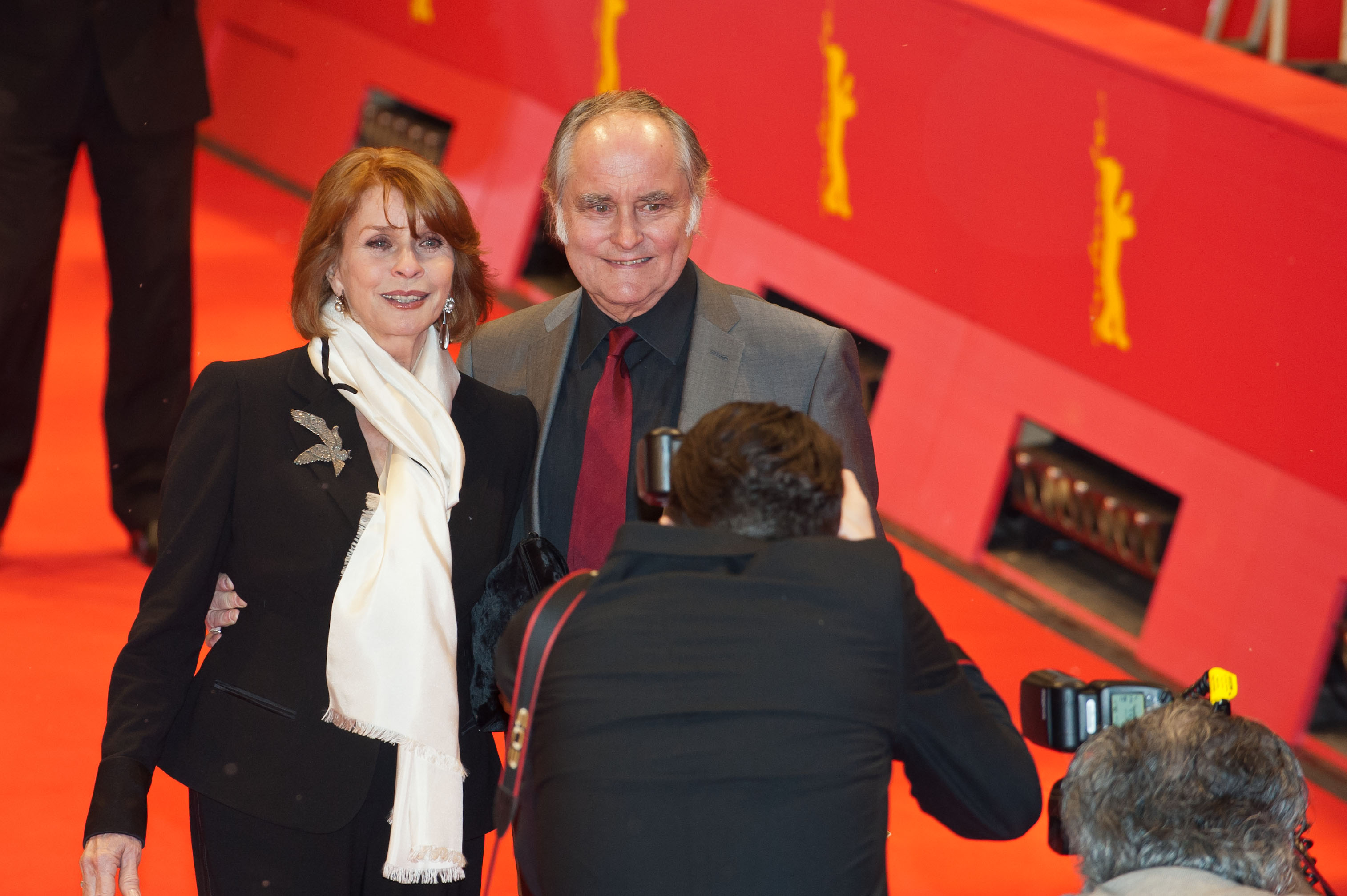
Met echtgenote Senta Berger in 2013

Michael Verhoeven (Berlijn, 13 juli 1938 – München, 22 april 2024) was een Duits filmregisseur, scenarioschrijver en acteur. Hij was tot zijn overlijden getrouwd met actrice Senta Berger.
Verhoevens bekendste film is de provocatieve antioorlogsfilm o.k. uit 1970. Zijn film veroorzaakte een rel tijdens de twintigste Berlinale, waarna de prijsuitreikingen in 1970 werden gestaakt. Hierop werd de film gekozen als de officiële Duitse inzending voor de Oscars.
Verhoeven overleed op 22 april 2024 op 85-jarige leeftijd.